# Maclas
Maclas est une commune française située dans le canton du Pilat, département de la Loire en région Auvergne-Rhône-Alpes.

## Géographie

### Situation et description
C'est dans la région Rhône-Alpes, précisément dans le département de la Loire, que se trouve le village de Maclas. Sur les contreforts du Pilat et surplombant la vallée du Rhône sur un plateau situé à 400 m d'altitude, ce village fait partie des quarante-sept communes du parc naturel régional du Pilat.
L'accès à la commune depuis la vallée du Rhône offre un paysage remarquable à travers les gorges de Malleval et la chute d'eau du saut de Lorette. Depuis la commune, le panorama s'étend de l'ensemble du mont Pilat au nord à la vallée du nord à l'est. Par temps clair, les sommets alpins et notamment le Mont-Blanc peuvent être vus.

### Communes limitrophes
| Roisey Véranne                    | Bessey, Lupé , Malleval | Saint-Pierre-de-Bœuf |
| Saint-Appolinard                  | Maclas                  | Limony Ardèche       |
| Saint-Jacques-d'Atticieux Ardèche | Vinzieux Ardèche        | Charnas Ardèche      |

### Climat
Pour des articles plus généraux, voir Climat d'Auvergne-Rhône-Alpes et Climat de la Loire.
En 2010, le climat de la commune est de type climat océanique altéré, selon une étude du Centre national de la recherche scientifique s'appuyant sur une série de données couvrant la période 1971-2000. En 2020, Météo-France publie une typologie des climats de la France métropolitaine dans laquelle la commune est dans une zone de transition entre le climat semi-continental et le climat de montagne et est dans la région climatique Sud-est du Massif Central, caractérisée par une pluviométrie annuelle de 1 000 à 1 500 mm, minimale en été, maximale en automne.
Pour la période 1971-2000, la température annuelle moyenne est de 11,3 °C, avec une amplitude thermique annuelle de 17,4 °C. Le cumul annuel moyen de précipitations est de 819 mm, avec 8,5 jours de précipitations en janvier et 6,1 jours en juillet. Pour la période 1991-2020, la température moyenne annuelle observée sur la station météorologique de Météo-France la plus proche, « Sablons », sur la commune de Sablons à 8 km à vol d'oiseau, est de 13,3 °C et le cumul annuel moyen de précipitations est de 805,2 mm,. Pour l'avenir, les paramètres climatiques de la commune estimés pour 2050 selon différents scénarios d'émission de gaz à effet de serre sont consultables sur un site dédié publié par Météo-France en novembre 2022.

## Urbanisme

### Typologie
Au 1er janvier 2024, Maclas est catégorisée bourg rural, selon la nouvelle grille communale de densité à sept niveaux définie par l'Insee en 2022.
Elle appartient à l'unité urbaine de Pélussin, une agglomération intra-départementale regroupant six  communes, dont elle est une commune de la banlieue,,. La commune est en outre hors attraction des villes,.

### Occupation des sols
L'occupation des sols de la commune, telle qu'elle ressort de la base de données européenne d’occupation biophysique des sols Corine Land Cover (CLC), est marquée par l'importance des territoires agricoles (70,6 % en 2018), en diminution par rapport à 1990 (75,9 %). La répartition détaillée en 2018 est la suivante : 
cultures permanentes (53,4 %), forêts (18,9 %), zones agricoles hétérogènes (14,3 %), zones urbanisées (10,5 %), prairies (2,8 %). L'évolution de l’occupation des sols de la commune et de ses infrastructures peut être observée sur les différentes représentations cartographiques du territoire : la carte de Cassini (XVIIIe siècle), la carte d'état-major (1820-1866) et les cartes ou photos aériennes de l'IGN pour la période actuelle (1950 à aujourd'hui).

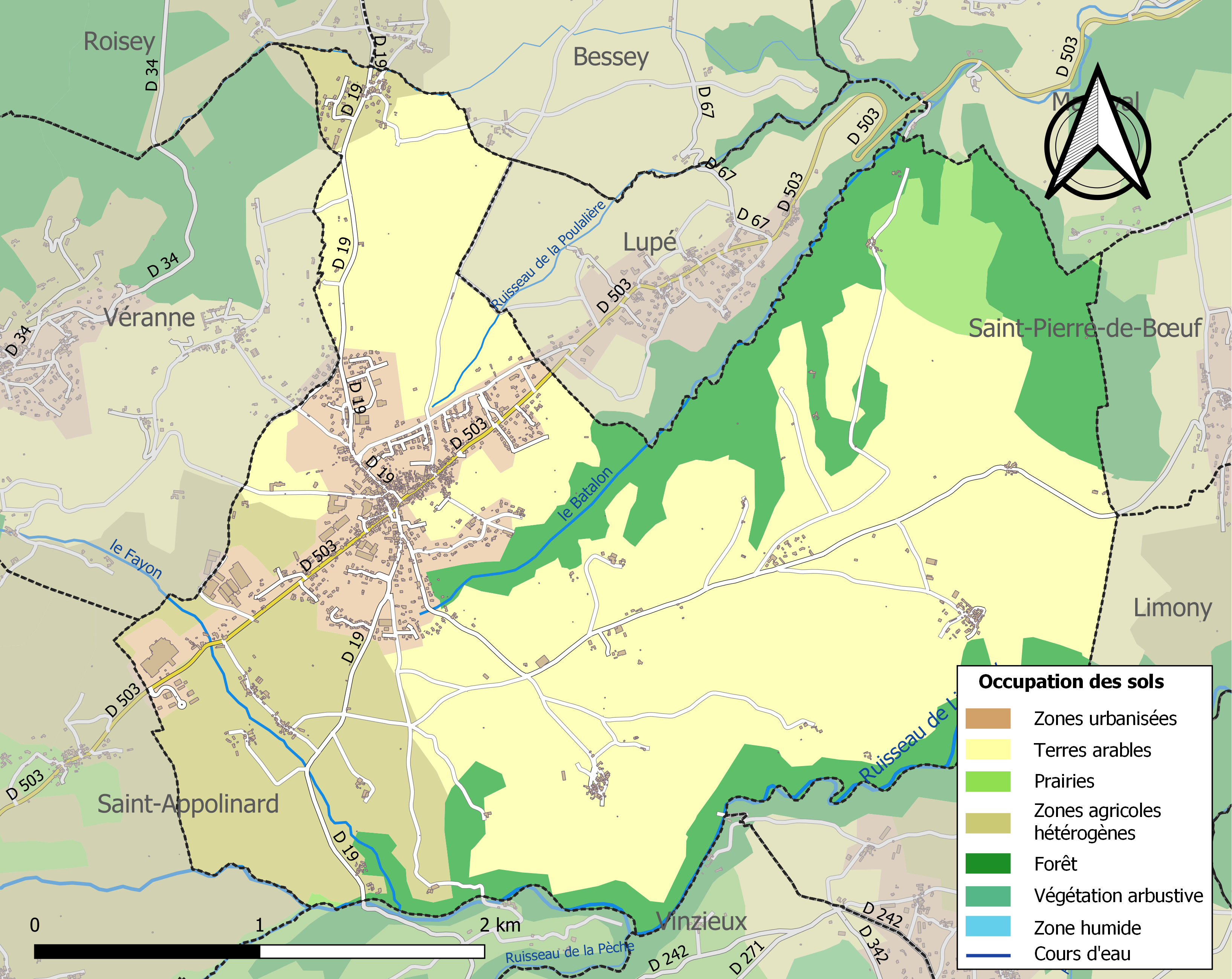
Carte des infrastructures et de l'occupation des sols de la commune en 2018 (CLC).

## Histoire
Maclas a certainement des origines très anciennes qui remontent sans doute à l'époque gallo-romaine mais nous n'avons pas de sources sûres qui puissent nous l'affirmer. Nous savons cependant que son orthographe est apparue en 1352.
Durant le Moyen Âge, Maclas était sous l'emprise du baron de Malleval et ce n'est qu'en 1633 qu'elle s'en libéra pour créer sa propre baronnie. Celle-ci était installée au château du Buisson et englobait Maclas, Véranne, Saint-Appolinard et Roisey.
La famille de Villars en fut les premiers seigneurs. D'abord Claude de Villars et ensuite son fils Pierre qui dû vendre la baronnie à la famille de la Beau de Bérard qui en garda possession jusqu'à la Révolution française.
Durant le XVIIIe siècle, Maclas a utilisé les premiers moulins à soie et ce n'est qu'à la fin de ce siècle que son industrie s'est accrue abondamment.
À la fin du XIXe siècle, Maclas a connu un essor gigantesque en matière d'activités toujours en rapport avec le textile.
Depuis la crise de 1930, l'activité du textile a décliné petit à petit. Mais le village a toujours gardé ce côté productif puisqu'il renferme actuellement une trentaine d'activités professionnelles.

## Politique et administration

### Liste des maires
| Période            | Parti | Identité        | Qualité |
| ------------------ | ----- | --------------- | ------- |
| 18 mai 1884        |       | Cellard Antoine |         |
| 20 mai 1888        |       | Mousset Claude  |         |
| 15 mai 1892        |       | Mousset Claude  |         |
| 20 mai 1896        |       | Mousset Claude  |         |
| 29 novembre 1896   |       | Buisson Jean    |         |
| 15 mai 1900        |       | Buisson Jean    |         |
| 15 mai 1904        |       | Buisson Jean    |         |
| 10 mai 1908        |       | Buisson Jean    |         |
| 19 mai 1912        |       | Viornery Pierre |         |
| 10 décembre 1919   |       | Viornery Pierre |         |
| 14 mai 1925        |       | Blanc Louis     |         |
| 18 mai 1929        |       | Crotte Jean     |         |
| 18 mai 1935        |       | Viornery Pierre |         |
| 19 mai 1945        |       | Viornery Pierre |         |
| 31 octobre 1947    |       | Chosson Pierre  |         |
| 4 mai 1953         |       | Chosson Pierre  |         |
| 1er juillet 1955   |       | Trouillet Léon  |         |
| 1er septembre 1955 |       | Viornery Pierre |         |
| 30 avril 1956      |       | Limonne Antoine |         |
| 14 mars 1959       |       | Limonne Antoine |         |
| 23 mars 1965       |       | Limonne Antoine |         |
| 22 mars 1971       |       | Limonne Antoine |         |
| 24 mars 1977       |       | Juthier Jean    |         |
| 17 mars 1983       |       | Juthier Jean    |         |
| 17 mars 1989       |       | Juthier Jean    |         |
| 16 mars 1995       |       | Juthier Jean    |         |
| mars 2001          |       | Fanget Alain    |         |
| mars 2008          |       | Fanget Alain    |         |
| mars 2014          |       | Fanget Alain    |         |
| mars 2020          |       | Blanc Hervé     |         |

## Population et société

### Démographie
L'évolution du nombre d'habitants est connue à travers les recensements de la population effectués dans la commune depuis 1793. Pour les communes de moins de 10 000 habitants, une enquête de recensement portant sur toute la population est réalisée tous les cinq ans, les populations de référence des années intermédiaires étant quant à elles estimées par interpolation ou extrapolation. Pour la commune, le premier recensement exhaustif entrant dans le cadre du nouveau dispositif a été réalisé en 2005.

En 2022, la commune comptait 1 867 habitants, en évolution de +3,26 % par rapport à 2016 (Loire : +1,32 %, France hors Mayotte : +2,11 %).
| 1793 | 1800 | 1806 | 1821 | 1831 | 1836  | 1841  | 1846  | 1851  |
| ---- | ---- | ---- | ---- | ---- | ----- | ----- | ----- | ----- |
| 780  | 840  | 945  | 984  | 990  | 1 045 | 1 024 | 1 046 | 1 146 |

| 1856  | 1861  | 1866  | 1872  | 1876  | 1881  | 1886  | 1891  | 1896  |
| ----- | ----- | ----- | ----- | ----- | ----- | ----- | ----- | ----- |
| 1 172 | 1 124 | 1 164 | 1 170 | 1 226 | 1 207 | 1 208 | 1 174 | 1 128 |

| 1901  | 1906  | 1911  | 1921  | 1926  | 1931  | 1936  | 1946 | 1954 |
| ----- | ----- | ----- | ----- | ----- | ----- | ----- | ---- | ---- |
| 1 237 | 1 330 | 1 295 | 1 164 | 1 124 | 1 146 | 1 036 | 981  | 992  |

| 1962  | 1968  | 1975  | 1982  | 1990  | 1999  | 2005  | 2006  | 2010  |
| ----- | ----- | ----- | ----- | ----- | ----- | ----- | ----- | ----- |
| 1 013 | 1 111 | 1 120 | 1 137 | 1 289 | 1 306 | 1 589 | 1 575 | 1 685 |

| 2015  | 2020  | 2022  | - | - | - | - | - | - |
| ----- | ----- | ----- | - | - | - | - | - | - |
| 1 817 | 1 827 | 1 867 | - | - | - | - | - | - |

### Enseignement
Maclas possède une école primaire non loin de la mairie.

## Culture locale et patrimoine

### Lieux et monuments
- Mairie.

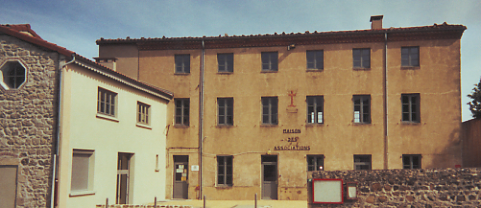
Façade de l'ancienne école libre, actuelle maison des associations (ornée d'une croix en brique).

- Église Saint-Clair-et-Saint-Héand de Maclas.
- Maison des Associations.

### Loisirs et culture
- La musique de Maclas

Elle est composée d’une société musicale et d’une école de musique qui accueille, chaque année, plus de 150 élèves et musiciens.
La société musicale de Maclas est constituée de pilorkestra, un orchestre d’harmonie et d’évolution, un groupe de parade.
L’école de musique de Gambadon dispense des cours de solfège et d’instruments pour petits et grands. Elle initie également à la musique d’ensemble avec son orchestre junior.
- Familles Rurales

L'association familiale composée de plus de 170 familles adhérentes, propose une multitude d'activités dans divers domaines et pour toutes les tranches d'âges. Soutien à domicile aux personnes âgées et service de télé assistance, Aide aux devoirs, ateliers artistiques, randonnées pédestres, atelier généalogie, activités sportives, accueil de loisirs (centres de loisirs), club ados, autant d'activités et de services qui rythment le quotidien de l'association.
- Handball club du Pilat

Ce club a été créé avec la commune de Pélussin. Les matchs se déroulent principalement au gymnase de Maclas.
- Tennis club de Maclas

Ce club se compose d'une importante école de tennis 80 enfants en 2011. Disposant de 2 courts extérieurs.

### Héraldique
|  | Les armoiries de Maclas se blasonnent ainsi : Écartelé: aux 1er et 4e d'azur plain, aux 2e et 3e de gueules à trois étoiles d'or; à la cotice d'argent chargée de cinq mouchetures d'hermine de sable brochant sur le tout. |